# Ciechanowiec (Nowe Miasto)

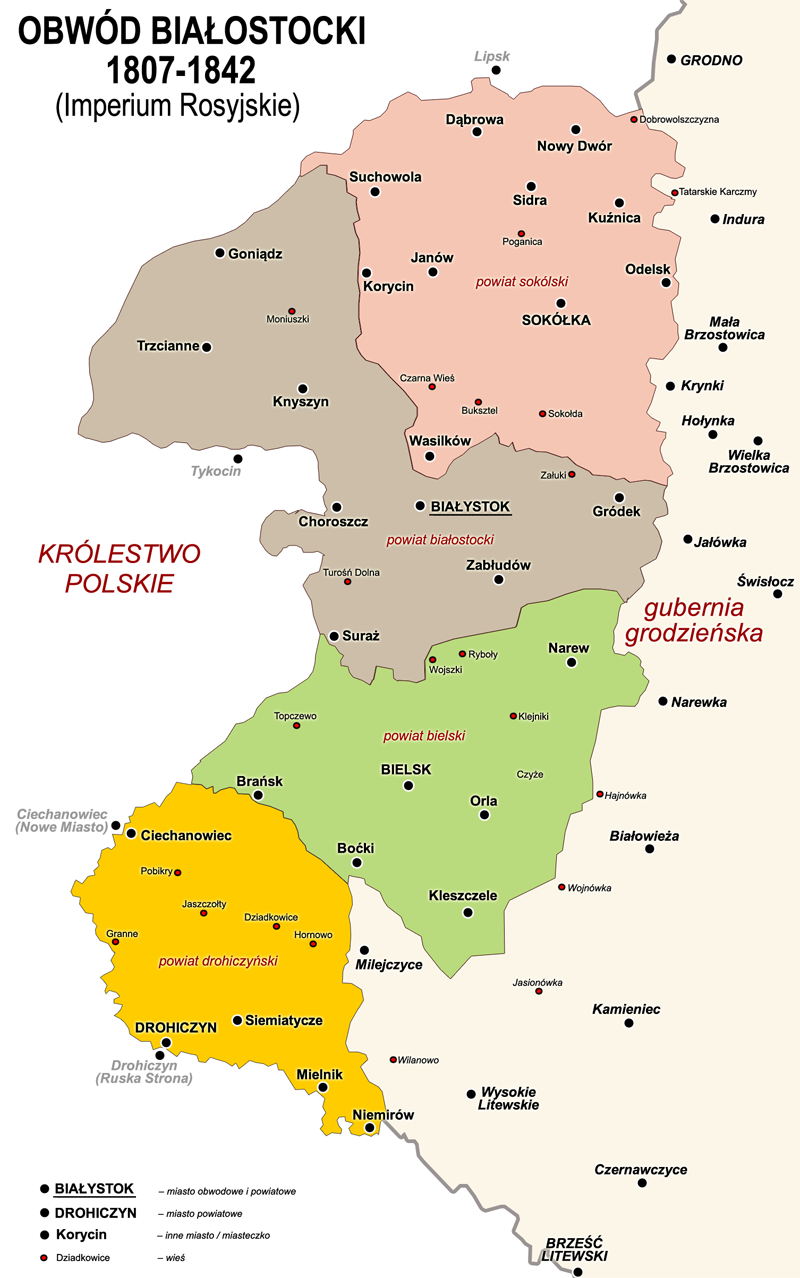
Położenie na mapie

Ciechanowiec (Nowe Miasto, Polska Strona, Vorstadt) –  dawne miasto, obecnie prawobrzeżna część miasta Ciechanowca, w województwie podlaskim, w powiecie wysokomazowieckim.

## Historia
W latach 1580–1795 i 1807–1870 samodzielne miasto; w latach 1870–1934 osada miejska, w latach 1934–1938 wieś, w latach 1795–1807 oraz od 1938 część Ciechanowca.
Nowe Miasto Ciechanowiec założono w 1580 r. jako nowe miasto na prawym brzegu Nurca, naprzeciw starego miasta Ciechanowca (prawa miejskie od 1429).
W związku z III rozbiorem Polski (1795) oba miasta przypadły Prusom (Nowowschodnim), a Nowe Miasto włączono do Starego Ciechanowca jako Vorstadt (przedmieście). Na mocy traktatu tylżyckiego miasto zostało przedzielone ważką granicą na dwie części. Lewobrzeżne Stare Miasto (odtąd "Ruska Strona") przeszło do Rosji, nie tracąc praw miejskich. Natomiast prawobrzeżna część (zwana odtąd "Polską Stroną") znalazła się w granicach Księstwa Warszawskego, przez co w 1807 r. przywrócono jej po 12 latach prawa miejskie.
Po kongresie wiedeńskim (1815) Ciechanowiec–Nowe Miasto wszedł w skład Królestwa Polskiego, gdzie należał do powiatu mazowieckiego w guberni łomżyńskiej. W wyniku powstań, 31 maja 1870 został pozbawiony praw miejskich i, przekształcony w osadę, włączony do gminy Klukowo (11 czerwca 1892 Stary Ciechanowiec utracił status miasta, stając się gminą miejską na prawach miasteczka, aż do 22 października 1919 kiedy to odzyskał prawa miejskie).
W II RP Ciechanowiec (Polska Strona) należał do powiatu wysokomazowieckiego w woj. białostockim (gmina Klukowo). Według stanu z 1921 roku liczył 1658 mieszkańców. 1 kwietnia 1938 roku miejscowość połączono ponownie z lewobrzeżnym Ciechanowcem, wówczas miastem w powiecie bielskim w woj. białostockim.
Obecnie zamieszkuje go ok. 1608 osób (2012 r.).

## Galeria

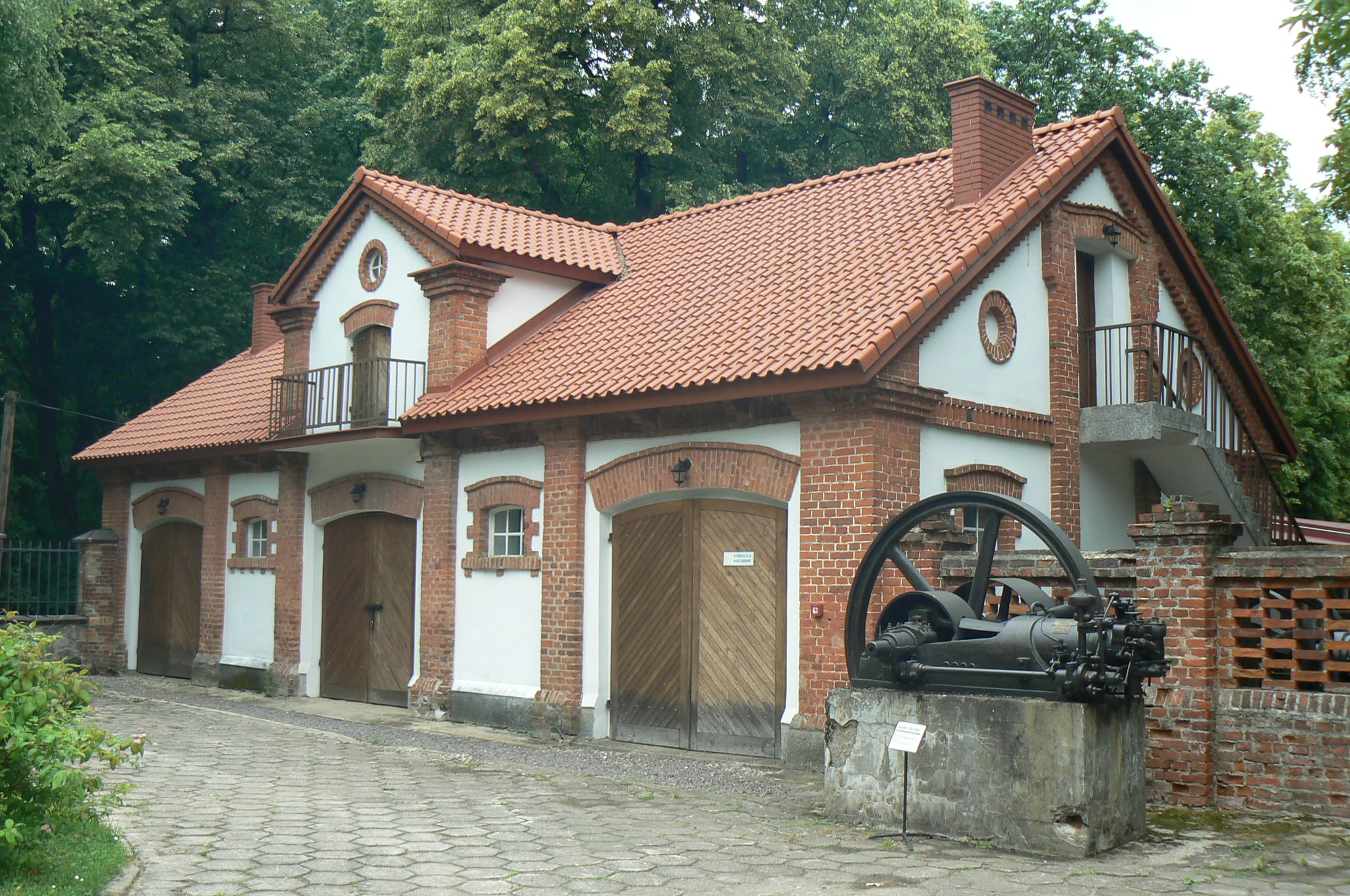
Budynek powozowni dworskiej (wozowni) z 1866 roku. Przed budynkiem znajduje się silnik gazowy z 1910 roku szwajcarskiej firmy "Societe Suisse pour la Construction de Locomotives et de Machines" - wchodzą one w skład Działu Techniki Rolniczej.
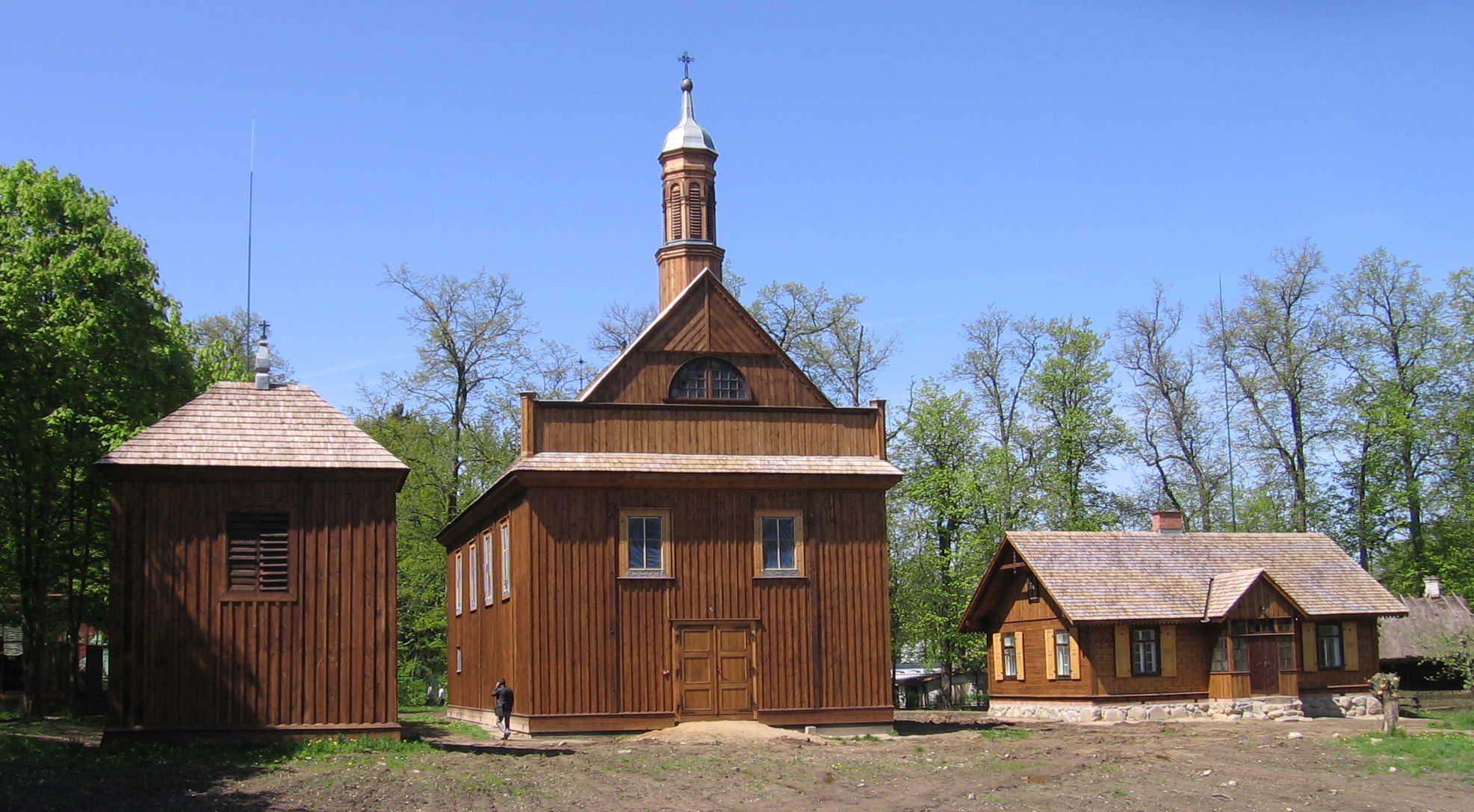
Kościół, plebania, dzwonnica na terenie Muzeum Rolnictwa.
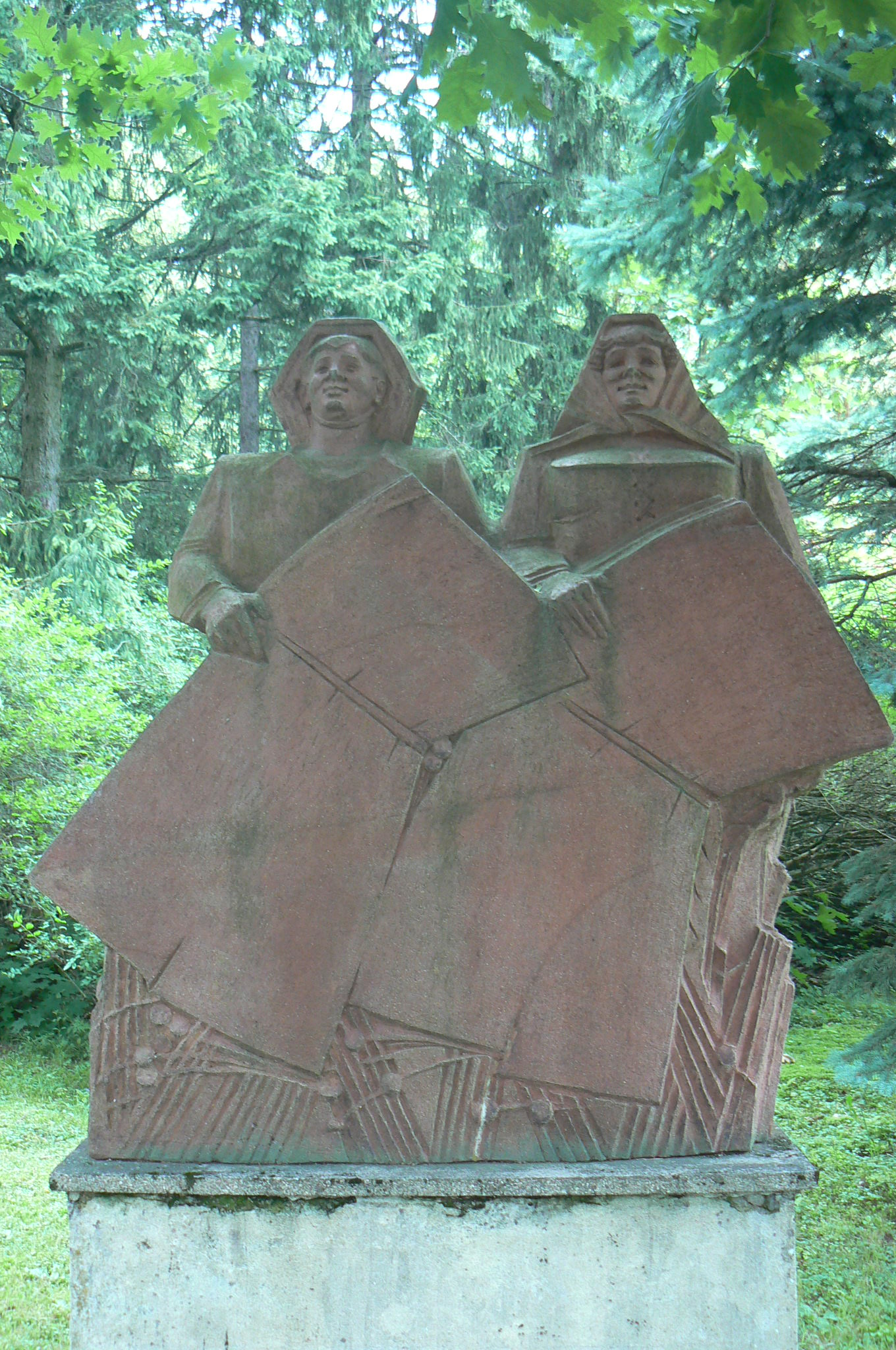
"Żniwiarki" - rzeźba dłuta prof. Jana Ślusarczyka (1903-1980).
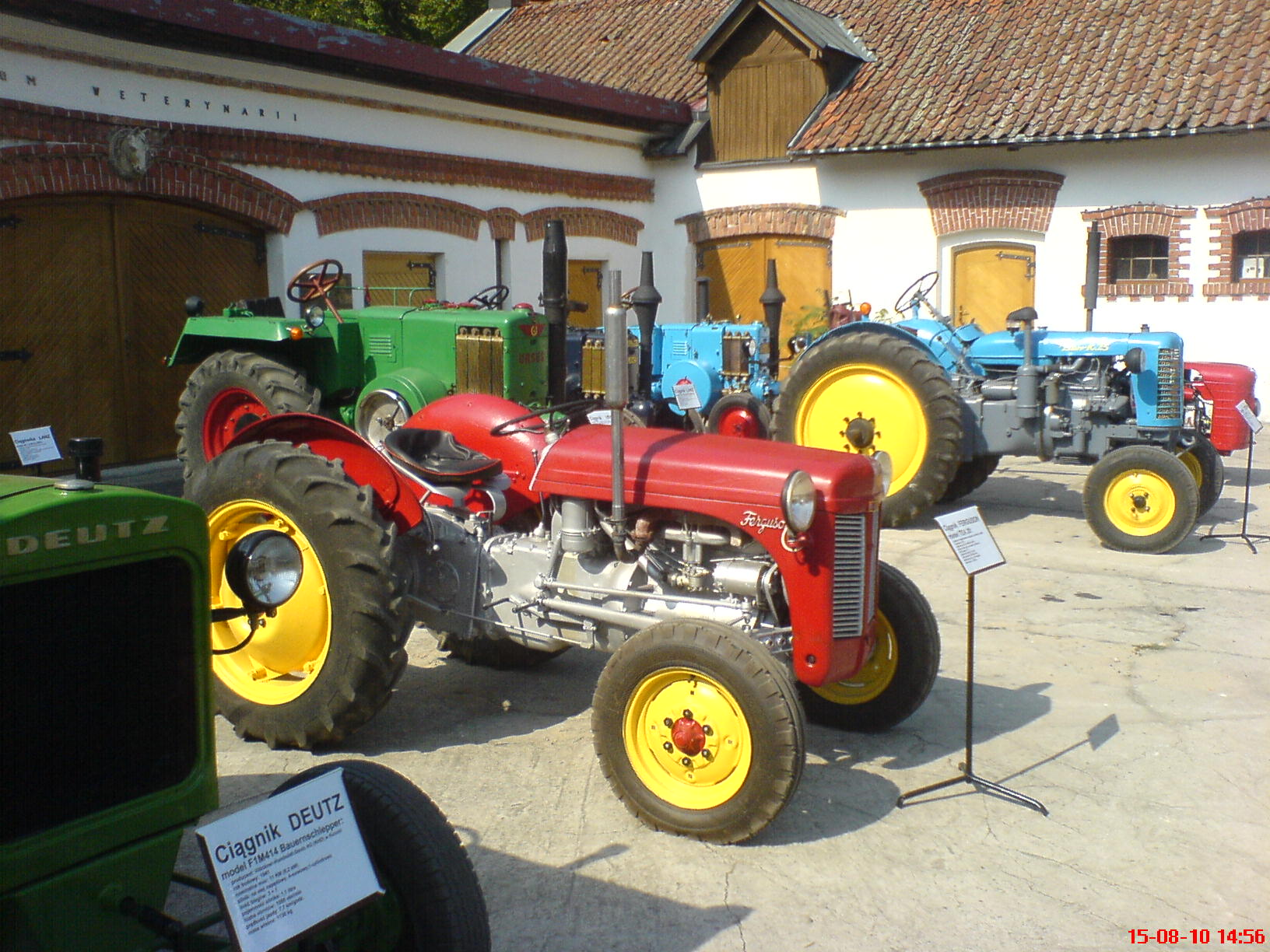
Prezentacja zabytkowych ciągników z okazji X Podlaskiego Święta Chleba – kolekcja Działu Techniki Rolniczej.
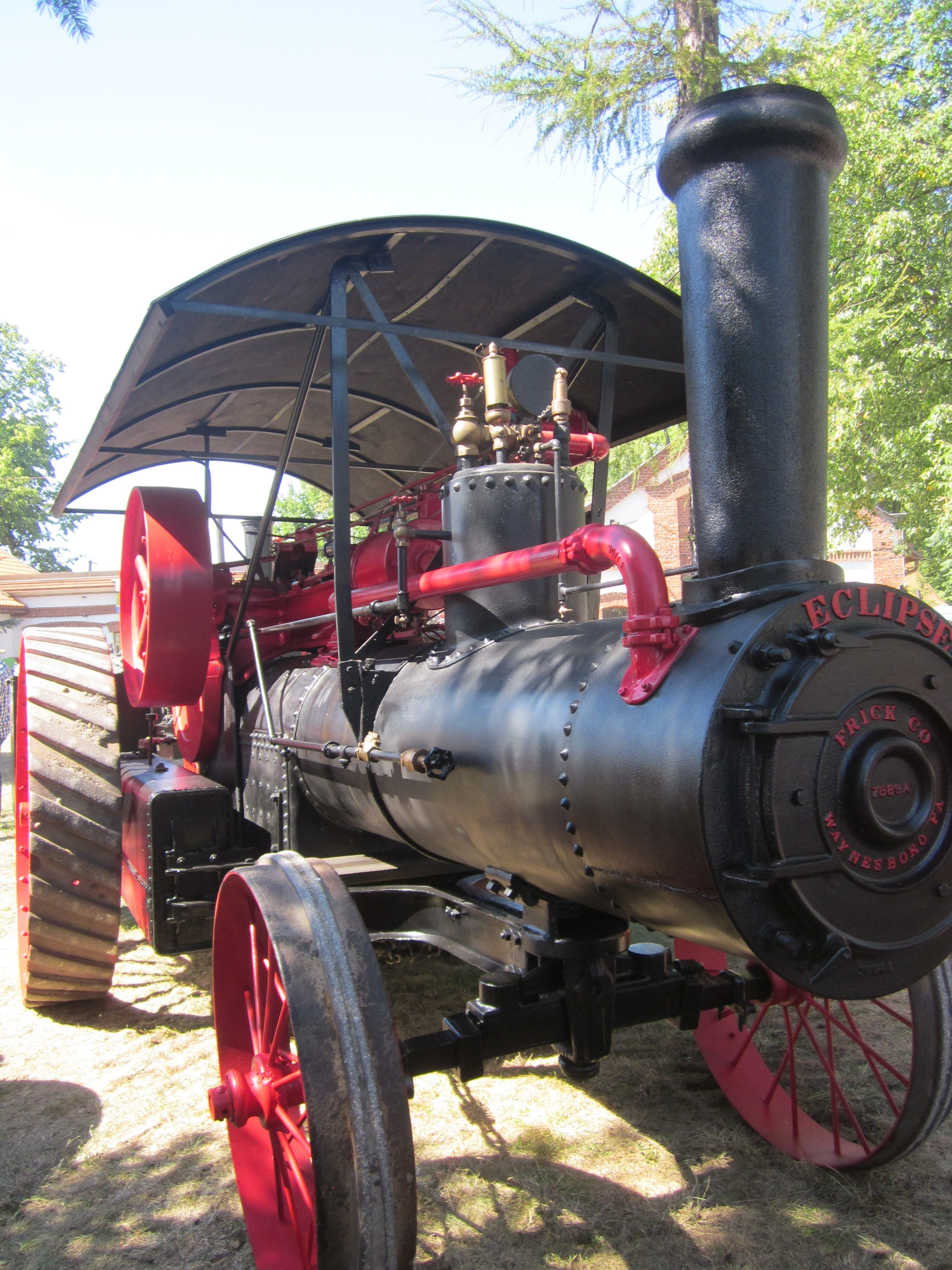
Samobieżna lokomobila parowa produkcji „Frick Eclipse” z 1913 r.
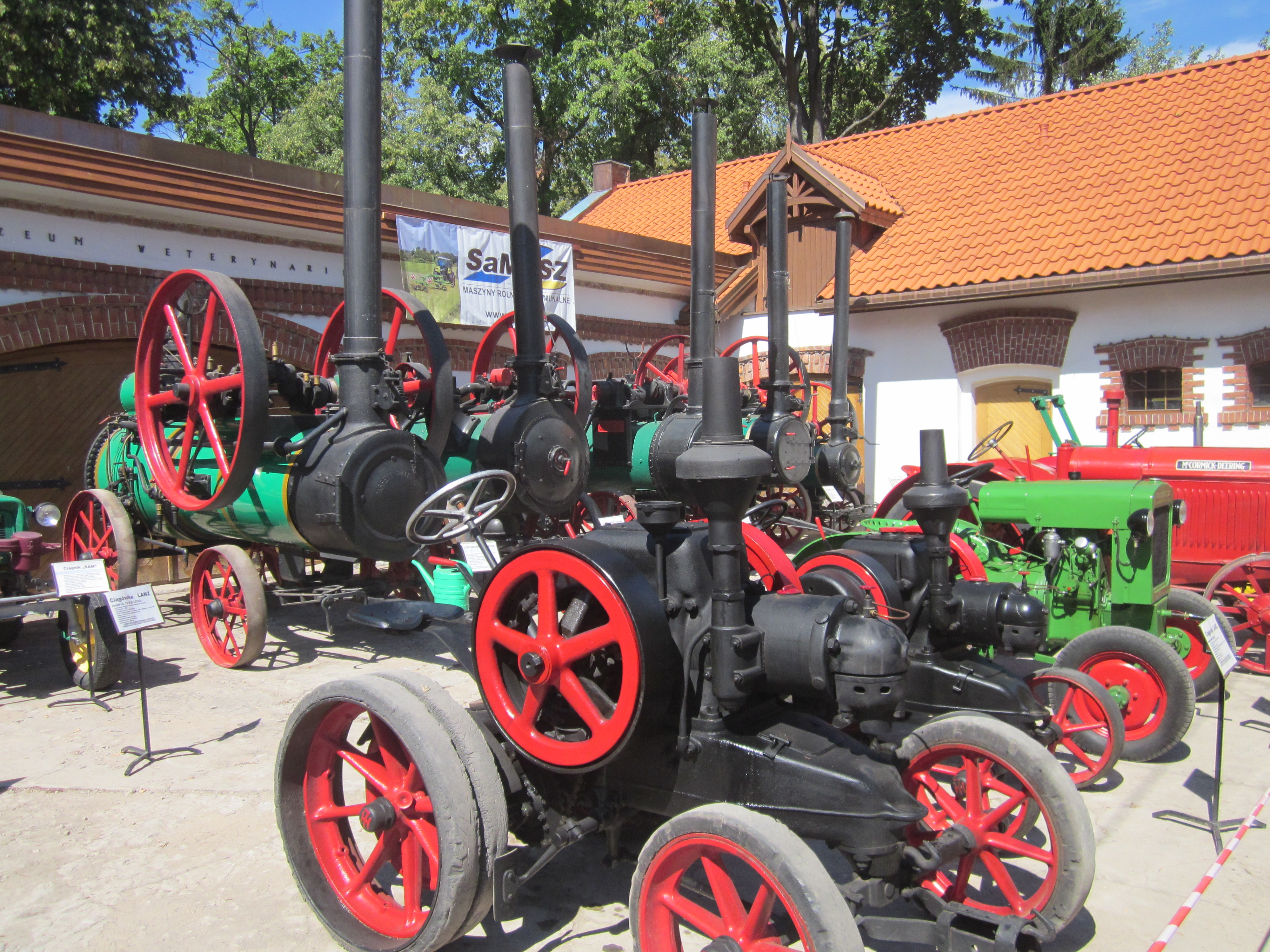
Lokomobile parowe, ciągówki